# Украинский сельский округ (Северо-Казахстанская область)
Украинский сельский округ (каз. Украина ауылдық округі) — административная единица в составе Айыртауского района Северо-Казахстанской области Казахстана. Административный центр — село Кириловка.
Население — 2835 человек (2009, 3404 в 1999, 3861 в 1989).

## История
Украинский сельсовет образован 17 декабря 1930 года. 24 декабря 1993 года решением главы Кокчетавской областной администрации создан Украинский сельский округ.
В состав сельского округа вошли территория ликвидированного Каменнобродского сельского совета (сёла Каменный Брод, Сарысай, Карловка, Петропавловка) и часть ликвидированного Жетикольского сельского совета (сёла Писаревка, Сарытубек, Люботино). Село Люботино было ликвидировано.

## Состав
В состав округа входят такие населенные пункты:
| Населенный пункт    | Население, человек (1989) | Население, человек (1999) | Население, человек (2009) |
| ------------------- | ------------------------- | ------------------------- | ------------------------- |
| Бурлык, село        | 543                       | 345                       | 304                       |
| Каменный Брод, село | 833                       | 831                       | 657                       |
| Карловка, село      | 260                       | 236                       | 149                       |
| Кирилловка, село    | 1124                      | 1005                      | 936                       |
| Кутузовка, село     | 449                       | 401                       | 275                       |
| Люботино, село      | 29                        | -                         | -                         |
| Петропавловка, село | 258                       | 239                       | 211                       |
| Сарысай, село       | 152                       | 182                       | 150                       |
| Сарытубек, село     | 213                       | 165                       | 153                       |